# عبد الله خادم العمري
عبد الله خادم أحمد العمري هو شاعر وباحث وكاتب مسرحي يمني. ولد عام 1950 في بيت الفقيه في محافظة الحديدة. تعلم على أيدي علماء مدينته، حصل على ليسانس الشريعة والقانون. عمل مدرساً، وله مشاركة في العمل الرياضي. عمل بالتجارة، ثم تفرغ للأدب والبحوث. أسس منتدى العمري في بيت الفقيه. له العديد من الأبحاث والدراسات والقصص والمسرحيات وإلى جانب ذلك له مساهمات في كتابة الشعر الغنائي الشعبي.